# Коваленко Віталій Самуїлович
Віталій Самуїлович Коваленко (нар. 26 липня 1938, Запоріжжя, УРСР) — радянський футболіст, нападник.
Виступав за клуби «Металург» (Запоріжжя), «Карпати» (Львів). За «Карпати» вперше зіграв 10 квітня 1966 р. у матчі проти кіровоградської «Зірки».